# The Smeezingtons
The Smeezingtons — продюсерский и композиторский проект с участием Бруно Марса, Филиппа Лоуренса и Ари Левина.
The Smeezingtons пишет песни для таких исполнителей как Sugababes, Travie McCoy, B.o.B, Brandy Norwood, K'naan, Flo Rida, Chad Hugo, Lil Eddie, Brave New World, Bad Meets Evil и Cee Lo Green. Они написали много известных музыкальных хитов, такие как Nothin' on You в исполнении B.o.B, и в исполнении Flo Rida сингла Right Round.
Для Бруно Марса «The Smeezingtons» стала плацдармом сольных выступлений, поэтому пришлось подписать контракт со звукозаписывающей компанией, Elektra Records. С 2011 года Филипп Лоуренс стал выпускать свои песни под лейблом американского рэпера Jay-Z, Roc Nation.

## Награды и номинации
| Год  | Событие                          | Категория                                  | Результат |
| ---- | -------------------------------- | ------------------------------------------ | --------- |
| 2011 | ASCAP Pop Music Awards           | Лучший автор песен (Ари Левин)             | Победа    |
| 2011 | ASCAP Rhythm & Soul Music Awards | Лучшая песня в стиле Рэп: «Nothin' On You» | Победа    |
| 2011 | Grammy Awards                    | Продюсер года                              | Номинация |